# Sialis immarginata
Sialis immarginata là một loài côn trùng trong họ Sialidae thuộc bộ Megaloptera. Loài này được Say miêu tả năm 1823.